# Montana (película)
Montana (Montana en España e Hispanoamérica y Montana tierra prohibida en Venezuela) es un wéstern de 1950 dirigido por Ray Enright y protagonizado por Errol Flynn, Alexis Smith y S.Z. Sakall. 

## Argumento
Morgan Lane es un emigrante australiano. Un día él decide comprar tierras de pastoreo en la zona de Montana con el fin de empezar una nueva etapa en su vida. Sin embargo los ganaderos del lugar no se lo van a poner fácil ya que se muestran espécticos con aquellos que vienen de fuera para hacer negocio y no quieren por ello amistad con él. Lane tendrá entonces que encontrar entonces alguna forma de ganarse su confianza y respeto para poder seguir adelante.

## Reparto
| Actor           | Personaje         |
| --------------- | ----------------- |
| Errol Flynn     | Morgan Lane       |
| Alexis Smith    | Maria Singleton   |
| S.Z. Sakall     | Papa Otto Schultz |
| Douglas Kennedy | Rodney Ackroyd    |
| James Brown     | Tex Coyne         |
| Ian MacDonald   | Slim Reeves       |
| Charles Irwin   | MacKenzie         |
| Paul E. Burns   | Tecumseh Burke    |

## Producción
Al principio Vincent Sherman y Raoul Wash eran las primeras opciones para dirigir el filme. Sin embargo, al final, Ray Enright fue elegido para dirigirlo. Adicionalmente Gary Cooper y Ronald Reagan fueron las primeras opciones para el papel principal, pero al final Errol Flynn fue contratado para hacerlo. El rodaje de la película estaba previsto para 1941, pero finalmente se rodó en 1948. Se hizo entre finales de agosto de 1948 y se terminó en noviembre de 1948.

## Recepción
Hoy en día la producción cinematográfica ha sido valorada en portales cinematográficos. En IMDb, con aproximadamente 1400 votos registrados, la película obtiene una media ponderada de 6,2 sobre 10. En cuanto a Rotten Tomatoes, los más de 50 votos registrados en el portal dieron a este filme una valoración media de 2,8 de 5. También cabe destacar, que el 56% de los usuarios de La Vanguardia la valoraron positivamente.